# Santa Cruz Verapaz
Santa Cruz Verapaz är en kommunhuvudort i Guatemala.   Den ligger i departementet Departamento de Alta Verapaz, i den centrala delen av landet, 80 km norr om huvudstaden Guatemala City. Santa Cruz Verapaz ligger 1 420 meter över havet och antalet invånare är 5 843.
Terrängen runt Santa Cruz Verapaz är varierad, och sluttar västerut. Runt Santa Cruz Verapaz är det tätbefolkat, med 308 invånare per kvadratkilometer. Närmaste större samhälle är Cobán, 13,4 km nordost om Santa Cruz Verapaz. I omgivningarna runt Santa Cruz Verapaz växer i huvudsak städsegrön lövskog.